# Соврамонте
Соврамонте (італ. Sovramonte, вен. Soramonte) — муніципалітет в Італії, у регіоні Венето, провінція Беллуно.
Соврамонте розташоване на відстані близько 470 км на північ від Рима, 85 км на північний захід від Венеції, 35 км на захід від Беллуно.
Населення — 1453 особи (2014).
Покровитель — святий Зенон.

## Демографія
Населення за роками:

Станом на 1 січня 2023 року в муніципалітеті офіційно проживало 30 іноземців з 10 країн, серед них 13 громадян країн Євросоюзу та 3 громадяни України.

## Сусідні муніципалітети
- Каналь-Сан-Бово
- Фельтре
- Фонцазо
- Імер
- Ламон
- Меццано
- Педавена